# Idyllwild International Festival of Cinema
Idyllwild International Festival of Cinema (IIFC) – niezależny festiwal filmowy odbywający się od 2009 roku w Idyllwild-Pine Cove w Kalifornii w Stanach Zjednoczonych. Festiwal jest prowadzony przez reżysera Stephena Savage'a.
Dziesiąta, okrągła odsłona IIFC odbyła się w dniach od 5 do 10 marca 2019.
W 2019 r. w skład jury weszli Wolfgang Bodison, Irene Bedard, Kristoff St. John, Conor O'Farrell, Juan Ruiz Anchia, Erika Christensen, Anne Archer i Peter Szebadi.
Harmonogram IIFC pokrywa się z Międzynarodowym Festiwalem Filmowym w Palm Springs. Savage powiedział, że zaplanowanie festiwalu na pierwszy kwartał roku pomaga lokalnej gospodarce w okresie spowolnienia gospodarczego.
Festiwal stał się inspiracją dla Międzynarodowego Festiwalu Filmowego Glendale, który rozpoczął się w 2014.